# Waldomiro Colautti
Waldomiro Colautti (Ibitinga, 25 de julho de 1929 – 24 de agosto de 2010) foi um médico e político brasileiro.
Filho de Anselmo Colautti e de Maria Moreale Colautti.
Diplomado em medicina pela Universidade Federal do Paraná (1957).
Foi deputado à Assembleia Legislativa de Santa Catarina pela Aliança Renovadora Nacional (ARENA) na 8ª legislatura (1975 — 1979) e na 9ª legislatura (1979 — 1983).
Foi presidente da Assembleia em 1977 e 1978. Foi Secretário de Saúde do Estado de Santa Catarina. Como Secretário de Estado conseguiu realizar um antigo pleito do povo de Ibirama, a construção de um novo hospital para a cidade e região, além de sua incansável labuta pela saúde da população.
Morreu aos 81 anos, na tarde de 24 de agosto de 2010, devido a um acidente.
Atuou na área médica até julho de 2010.